# 瓦隆尼亚议会
50°27′50.31″N 4°52′24.64″E / 50.4639750°N 4.8735111°E
瓦隆尼亚议会（法語：Parlement de Wallonie），前称瓦隆议会（Parlement wallon），更早以前称为瓦隆大区委员会（Conseil de la Région wallonne），是比利时的瓦隆大区的立法机关。议会总部位于那慕尔。瓦隆尼亚议会有75名议员。每届议会任期5年。现任议会主席是威利·博苏斯。